# Ouled Gacem
Ouled Gacem là một đô thị thuộc tỉnh Oum el Bouaghi, Algérie. Dân số thời điểm năm 2002 là 6.273 người.